# Crimă inocentă
Crimă inocentă este un film românesc din 2014 regizat de Adrian Popovici. Rolurile principale au fost interpretate de actorii Constantin Țurcan, Olesea Svecla, Anatol Durbală.

## Distribuție
Distribuția filmului este alcătuită din:
- Alex Rotaru — Al treilea copil
- Emil Gaju — Ofițerul
- Liviu Rotaru — Primul copil
- Shen Zhuojun — Șoferul chinez
- Felicia Jenunchi — Ana
- Ghenadi Condurachi — Vameș
- Anatolie Durbală — Purice
- Arcadie Strungaru — Traficant de droguri
- Shen Jingiang — Chinezul
- Boris Lungu — Al doilea soldat
- Ion Secară — Al doilea copil
- Victor Drumi — Om fără casă
- Malai Roman — Primul soldat
- Ghenadi Gâlcă — Carioca
- Constantin Țurcan — Andrei
- Biatricia Alexandru — A doua fată
- Ana-Stasia Butucel — Maricica
- Mihaela Strâmbeanu — Cook
- Alexandra Brânză — Prima fată
- Olesea Svecla — Cristina
- Olga Anghelici — Ionica